# Шеј Вигам
Шеј Вигам (енгл. Shea Whigham; рођен 5. јануара 1969. у Талахасију, Флорида), амерички је позоришни, филмски и ТВ глумац, најпознатији по улози Елија Томпсона у ТВ серији Царство порока.
Такође се појављивао у првој сезони Правог детектива и трећој сезони Фарга и у бројним филмовима, укључујући У заклон, У добру и у злу, Америчка превара, Вук са Вол стрита, Конг: Острво лобања, Први човек на Месецу, Човек из сенке, Џокер, Спајдермен: Путовање кроз Спајдер-свет и Немогућа мисија: Одмазда — Први део. Појавио се као агент Мајкл Стасијак у Паклене улице 4, Паклене улице 6 и Паклене улице 9.